# Gerhardus Jan Adema
Gerhardus Jan Adema (Franeker, 26 december 1898 - Leeuwarden, 15 december 1981) was een Nederlandse schilder, tekenaar, medailleur en beeldhouwer.

## Leven en werk
Adema was huisschilder in Huizum, als kunstenaar was hij autodidact. Hij adverteerde in 1938 in de Leeuwarder Courant als "Schildersbedrijf G.J. Adema annex beeldhouwer, portret- en reclameschilder". Hij was lid van de Bond van Friese Kunstenaars.
Als schilder had Adema vooral het paard als onderwerp, hij exposeerde jaarlijks bij het concours hippique in Leeuwarden. Als beeldhouwer maakte hij meerdere bronzen portretten. Zijn bekendste werk is ongetwijfeld dat van de Friese stamboekkoe (1954), dat in de volksmond als snel de bijnaam "Us Mem" kreeg.
Adema overleed in het Bonifatiusziekenhuis in Leeuwarden, nog geen twee weken voor zijn 83e verjaardag.
Hij was getrouwd met Kornelia/Cornelia de Vries. Hun dochter Truus Adema trouwde met dirigent Kor Ket; hun kind Jaap Ket werd kunstenaar.

## Enkele werken
- 1928 bronzen plaquette Eise Eisinga, Franeker. Werd in 2006 verwerkt in een nieuw kunstwerk.
- 1937 monument ter herinnering aan Willem Westra, Franeker
- 1937 monument Lammert Scheltes Hilarides, Pingjum
- 1949 gevelbeeld Franciscus van Assisi, Bolsward
- 1954 Us Mem, Leeuwarden
- 1956 doopvont, Damwoude
- 1960 gevelsteen Gysbert Japicx, Bolsward
- 1966 buste Titus Brandsma, Bolsward
- 1982 buste Eise Eisinga, Dronrijp

## Foto's

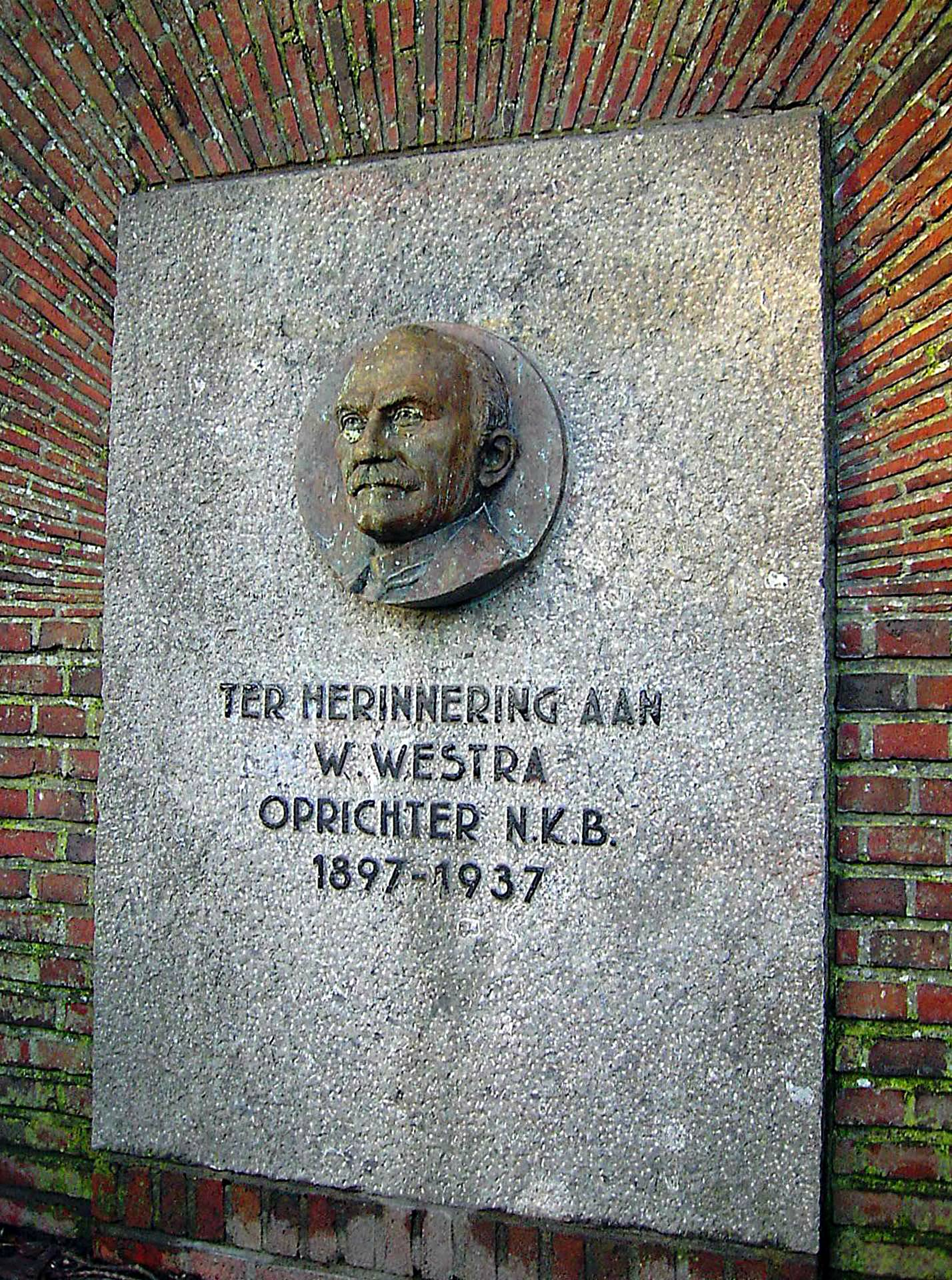
Ter herinnering aan W.Westra
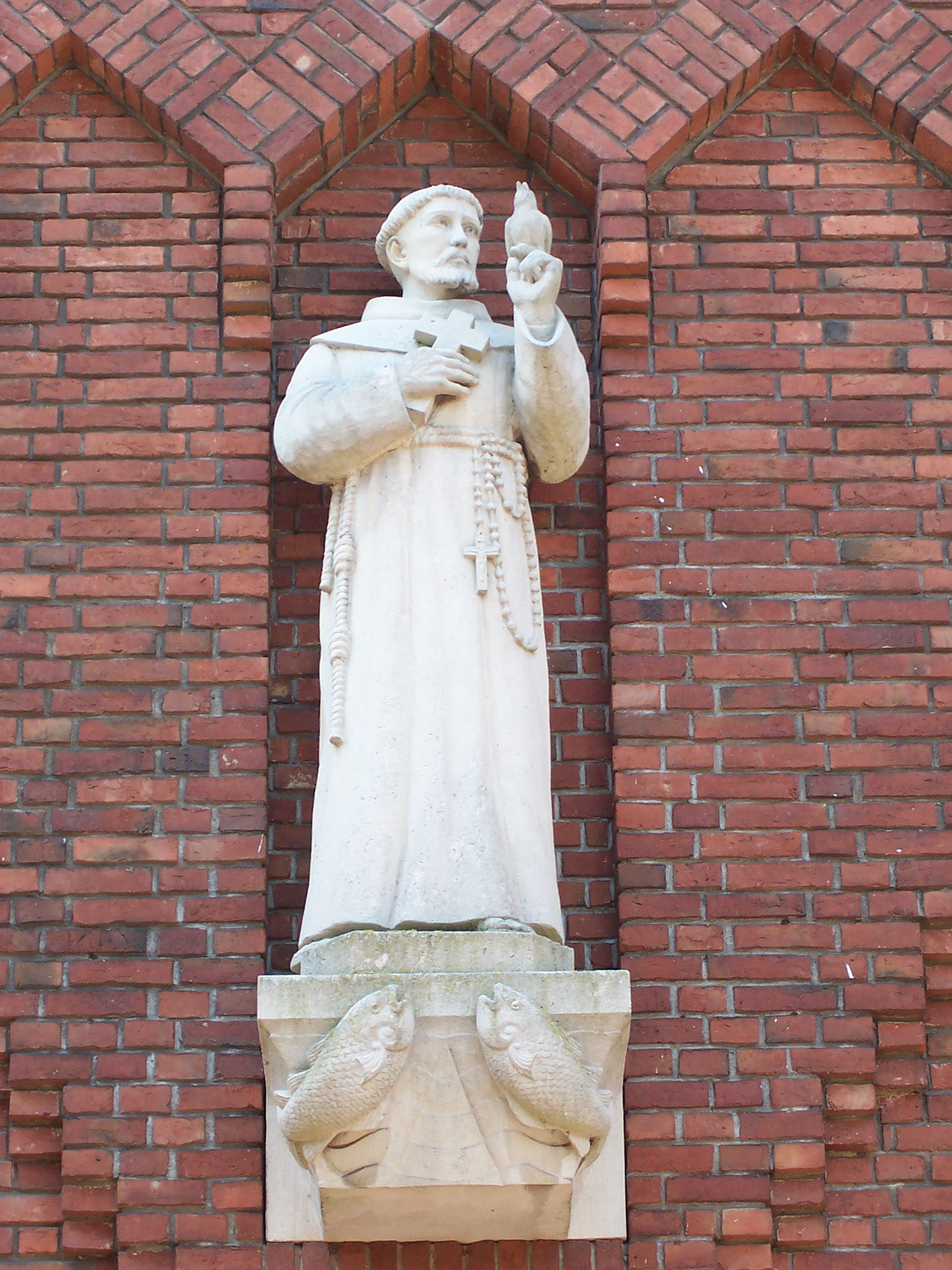
Franciscus van Assisi
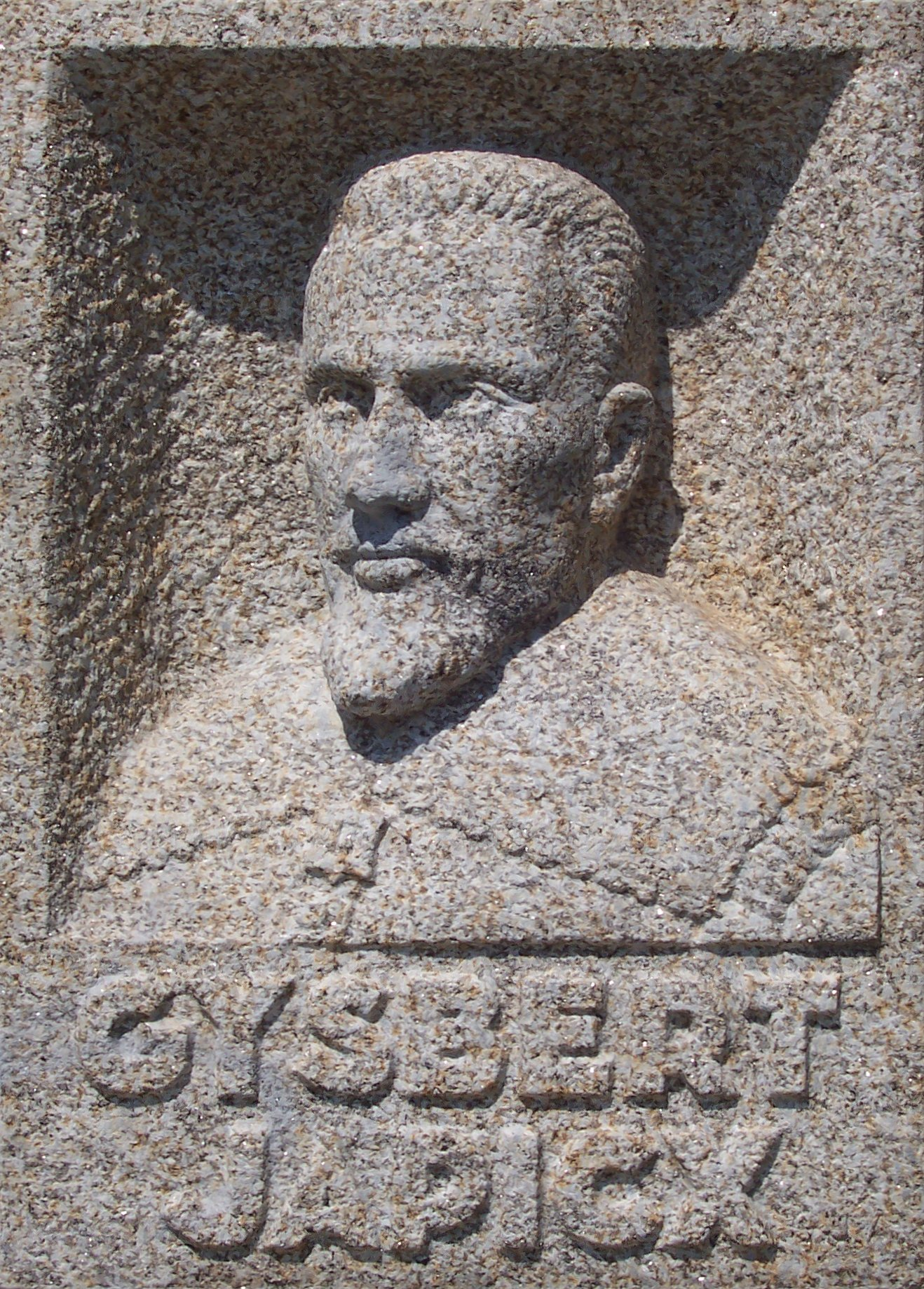
gevelsteen Gysbert Japicx

- Biografisch Portaal: 37480620
- International Standard Name Identifier: 0000 0003 9568 9615
- Nederlandse Thesaurus van Auteursnamen: 072688971
- RKD-Nederlands Instituut voor Kunstgeschiedenis: 453
- Virtual International Authority File: 290453055
- WorldCat: E39PBJqk96Wdgfy4CXcxJmvPwC